# エリク・H・エリクソン
エリク・ホーンブルガー・エリクソン（英語: Erik Homburger Erikson, 1902年6月15日 - 1994年5月12日）は、アメリカ合衆国の発達心理学者で、精神分析家。「アイデンティティ」の概念、エリクソンの心理社会的発達理論を提唱し、米国で最も影響力のあった精神分析家の一人とされる。

## 経歴

### 生い立ち
ドイツ帝国のフランクフルトに生まれる。母のカーラ・アブラハムセン（Karla Abrahamsen）はユダヤ系デンマーク人で、生後3年間はカーラと共にフランクフルトで過ごす。父親は定かではない。デンマーク人の芸術家だったのではないかと言われているが、カーラは最期まで息子にその父の名を明かさなかった。1905年にエリクソンの主治医も務めていた小児科医のテオドール・ホーンブルガーとカーラが結婚し、家族はフランクフルトからカールスルーエに引っ越す。なおミドルネームのホーンブルガー（Homburger）は母の再婚相手の苗字である。
エリクソンはその北欧系の風貌からユダヤ系社会やユダヤ教の教会で（逆）差別を受け、またドイツ人コミュニティからはユダヤ人であるという理由で差別を受け、二重の差別を受けて育った。実父の出自や所在が分からない状態で育った事も加え、彼の出自や生育歴がその後の理論・思想形成に大きな影響を及ぼしている。
カールスルーエのギムナジウムビスマルク校を卒業後は、芸術学院に進学するものの卒業はせず、その後各地を転々とし放浪生活を送った。エリクソン自身は画家を目指していたと語り、自身の特徴的な文章が画家を目指していたことと関係があると述べている。

### ウィーン時代
友人の紹介で、アンナ・フロイトがウィーンの外国人の子弟を対象に始めた私立の実験学校で、教師を勤め、その経過の中でアンナの弟子となり、教育分析を受ける。エリクソンの面識のない実父に関して等、分析内容に違和感を残しつつも分析を終了する。その後、エリクソンはウィーン精神分析研究所の分析家の資格を取得する（当時のウィーン精神分析所で取得した資格は、同時に国際資格になる制度であった）。その後、ウィーンで後に結婚するカナダ人の舞踏家、ジョアン・セルソンと知り合う。
1933年、ドイツでナチスが政権を掌握すると、エリクソンはウィーンからコペンハーゲンへ、そしてアメリカへと渡り、1939年にアメリカでの国籍を取得する。当初、問題行動を起こす青年達の心理療法に従事し、他の治療機関の手に負えない難しい事例であったにもかかわらず、高い治癒率を上げた為、注目を集め始めた。

### アメリカ時代
エリクソンが有名な「アイデンティティ」の概念を思いついた背景には、マサチューセッツのオースティン・リッグス・センターにて同一性に苦しむ、境界例のクライアントに会っていた事が契機とされている。エリクソンは「アイデンティティ」という概念を極めて多義的、動的なものとして捉えており、複数の著作を当たっても定義が困難な非常に複雑な概念である。この事は、エリクソンがidentificationとidentityを並列し、「果たしてidentityがidentificationの総体なのか」と問うている所にも見受けられる。（青年と危機）しかしその後、心理学のみならず社会科学やあらゆる学問分野でアイデンティティ概念が多用されている事態を受け、エリクソン自身が困惑を隠し切れなかったと語っている。
大学の学位を持たずして、発達心理学者として知られるに至った。その後、アメリカへと移住し、イェール大学、カリフォルニア大学バークレー校、ハーバード大学の教員を歴任する。発達心理学者としては、幼児の心理の研究から始め、自分の年齢が上がっていくにつれて、青年期、成人期、老年期へとその関心を移していった。エゴ・アイデンティティ（自我同一性）・基本的信頼（感）という概念を提唱したことで知られる。

## エリクソンの心理社会的発達理論
エリクソンは自我発達を以下8つの段階に区分した。
| 年齢    | 時期              | 導かれる要素 | 心理的課題              | 主な関係性        | 存在しうる質問                               | 例                            | 関連する精神病理                        |
| ------- | ----------------- | ------------ | ----------------------- | ----------------- | -------------------------------------------- | ----------------------------- | --------------------------------------- |
| 生後-   | 乳児期            | 希望         | 基本的信頼 vs. 不信     | 母親              | 世界を信じることは出来るか？                 | 授乳                          | 精神病、嗜癖、うつ病                    |
| 18ヵ月- | 幼児前期          | 意思         | 自律性 vs. 恥、疑惑     | 両親              | 私は私でよいのか？                           | トイレトレーニング 更衣の自律 | 妄想症、強迫症、衝動性                  |
| 3歳-    | 幼児後期          | 目的         | 積極性 vs. 罪悪感       | 家族              | 動き、移動し、行為を行ってよいか？           | 探検 道具の使用 芸術表現      | 変換症、恐怖症 心身症、制止             |
| 5歳-    | 学童期            | 有能感       | 勤勉性 vs. 劣等感       | 地域 学校         | 人々とものの存在する世界で自己成就できるか？ | 学校 スポーツ                 | 創造的制止、不活発                      |
| 12歳-   | 青年期 （思春期） | 忠誠心       | 同一性 vs. 同一性の拡散 | 仲間 ロールモデル | 私は誰か？ 誰でいられるか？                  | 社会的関係                    | 非行、性同一性障害 境界性精神病性病態   |
| 20-39歳 | 成人期            | 愛           | 親密性 vs. 孤独         | 友だち パートナー | 愛することが出来るか？                       | 恋愛関係                      | スキゾイドパーソナリティ障害 引きこもり |
| 40-64歳 | 壮年期            | 世話         | 生殖 vs. 自己吸収       | 家族 同僚         | 私は自分の人生をあてにできるか？             | 仕事 親の立場                 | 中年期危機、早熟性虚弱                  |
| 65歳-   | 老年期            | 賢さ・英知   | 自己統合 vs. 絶望       | 人類              | 私は私でいてよかったか？                     | 人生の反響                    | 極度の孤立、絶望                        |

欧米だと年少・年中がプリスクールで、年長のみが幼稚園（ほぼ小学校のようなカリキュラム）としているため5歳となっている。児童期の幅は大きく低学年は幼児っぽさが残っており、小学3–5年生はギャングエイジという仲間意識を身に付ける年齢であり、スポーツではゴールデンエイジと言って最も伸びる時期でもある。また最近の子は成長が早く、6年生は思春期に入っており学級担任制が難しくなっている。6-3制の本家アメリカでは5-3-4制（または4-4-4制）が主流になっており、日本でも5-4制を導入したほうが良いという意見もある。青年期は英語圏ではティーンエージャーであるが、日本では1年前倒しの中高生という言い方が一般的である。成年期においては結婚・出産年齢が大きく左右し、最近は晩婚・未婚・DINKsが増えていており一律ではなくなった。また平均寿命が延びたことにより前期高齢者（65–75歳）は元気になっており、まだまだ社会で活躍したいという人も増えている。また終活ブームといって、死後に対して自分で責任をもつという考え方がでてきた。

### 熟練: 勤勉性 vs. 劣等感 (学童期, 9-12 歳)
- 存在しうる質問： 私は人と物の取り巻く世界で、それをなすことができるか？

これまで気まぐれと遊びであったことが、生産的行為を完遂するという目標に徐々に取って代わられる。技術の基礎が開発されていく。信用、自律性、勤勉といったスキルを習得できない場合、その子供は自分の将来を疑うことがあり、恥や罪悪感、敗北と劣等感を経験するかもしれない。
子供は、新しいスキルの習得、劣等感、失敗、無能感の経験といった要求に対処する必要がある。
「この年齢の子供たちは、自分自身を個人として認識している」。彼らは「責任を持って、良いことをして、正しくやっている」として一生懸命働いている。今や彼らは、より合理的に分かち合い、協力し合うことができる。加えて、この年齢層に特有の知覚的発達特性を列挙する。子供らは空間と時間の概念をより論理的で実用的な方法で把握している。彼らは因果関係、カレンダー時間をよく理解している。この段階では子供たちはより複雑なスキルを学び、そして達成することを熱望しており、それは読み書きや、時間を伝えることである。彼らはまた、道徳的価値を形成する文化的・個人的な差異を認識し、個人的ニーズのほとんどを管理し、最小限の支援でグルーミングすることができる。この段階の子供らは、口ごたえ、不従順、反抗的などにより自身の独立性を表現することがある。
エリクソンは、小学生の年齢を自信の発展に欠かせないものと見なしている。理想的には、小学校は教師、親、同級生の認知を得るための多くの機会を提供し、それはたとえば絵を描くこと、追加問題を解決すること、文章を書くことなど、物を生産することなどが挙げられる。子供らが成果を挙げてたことで賞賛されるならば、彼らはますます勤勉に頑張り、仕事が完成するまでの忍耐を覚え、喜びをもって仕事をすることによって、勤勉さを実証し始める。しかし、子供たちの努力について、嘲笑されたり処罰されたり、教師と両親の期待を満たすことができないと分かった場合、彼らは自分の能力について劣った感情を抱くこととなる。
この年代では、子供たちは自身の特別な才能を認識し始め、教育レベルが上がるにつれて興味を発見し続ける。たとえば運動能力に秀ていると分かった場合はスポーツに参加したり、音楽が好きならバンドに加わるなど、その興味を追求するために、さらなる活動をすることを選びえる。しかし自分の才能を自分の時間に発見することができないと、子供たちはモチベーション欠如、低い自尊感情、嗜眠感を発達させることとなる。利害関係を発展させることができないと、子供らはカウチポテトになる可能性がある。

### アイデンティティと役割の混乱（青年期、12-18歳）
- 存在しうる質問： 私は誰か？ 誰でいられるか？

ティーンエイジャーは、職業、性的役割、政治、文化、宗教によってアイデンティティを獲得しなければならない。
エリクソンはアイデンティティ危機（identity crisis）またはアイデンティティ拡散(Identity diffusion)という言葉を作り出したとされている:29。これまでの発達段階でもそれぞれの危機があったが、この用語は、幼児期から成人期への移行を指している「これまでも幼児期から少年期までの間に、多くのアイデンティティが形成されてきたが、青少年のアイデンティティーにおけるニーズはそれらでは満たされない」ために、この段階が必要となっている。ヒトの発達におけるこのターニングポイントは、「どういったヒトとして育ったか」と「社会から望まれているヒト」との和解であるとされる。
この新しい自己意識は、過去の経験をもとに、未来を見据えて鋳造しなおすことによって生まれる。8つの発達段階全体において、第5段階は交差ポイントとなっている。
青少年らは、「しばしば潜在的には敵対的なこの世界と接する中で、個人の境界線を再確立し、これを行う必要性に直面している」。これは特定のアイデンティティ役割が形成される前の状態のうちから、コミットメントするよう社会から求められる状態なので、それは大抵困難となりうる。
その状態は「アイデンティティ混乱(identity confusion)」とされるが、しかし社会は通常、青少年が「自分自身を見つける」ために猶予を与えるので、この状態を「モラトリアム(moratorium)」と呼ぶ（心理社会的モラトリアム）。

## ジェネラティヴィティ
ジェネラティヴィティ(generativity)とは、エリクソンが用いた精神分析学上の言葉。「次世代の価値を生み出す行為に積極的にかかわっていくこと」を意味する。

## 著作
- Childhood and Society, W. W. Norton, 1950.

『幼年期と社會（前篇）性と文化の錯綜』、草野榮三良譯、日本教文社、1954年
『幼年期と社會（中篇）個性の成立』、草野榮三良譯、日本教文社、1955年
『幼年期と社會（後篇）英雄と精神異常の境』、草野榮三良譯、日本教文社、1956年
『幼児期と社会』、仁科弥生訳、みすず書房、1977年-1980年
- Young man Luther: a study in psychoanalysis and history, Faber & Faber Ltd, 1958.

『青年ルター――精神分析的・歴史的研究』、大沼隆訳、教文館、1974年
『青年ルター』全2巻、西平直訳、みすず書房、2002年-2003年
- Identity and the life cycle, International Universities Press, 1959.

『自我同一性――アイデンティティとライフ・サイクル』、小此木啓吾訳編、誠信書房、1973年
『アイデンティティとライフサイクル』、西平直・中島由恵訳、誠信書房、2011年
- Insight and responsibility, Norton, 1964.

『洞察と責任――精神分析の臨床と倫理』、鑪幹八郎訳、誠信書房、1971年、改訳版2016年
- Identity: youth and crisis, Norton, 1968.

『アイデンティティ――青年と危機』、岩瀬庸理訳、北望社、1969年
『アイデンティティ――青年と危機』、中島由恵訳、新曜社、2017年
- Gandhi's truth: on the origins of militant nonviolence, Norton, 1969.

『ガンディーの真理――戦闘的非暴力の起原』全2巻、星野美賀子訳、みすず書房、1973年-1974年　全米図書賞受賞
- Play and development, Norton, 1972.

『遊びと発達の心理学』、赤塚徳郎・森楙監訳、黎明書房、1983年
- Dimensions of a new identity: the 1973 Jefferson lectures in the humanities, Norton, 1974.

『歴史のなかのアイデンティティ――ジェファソンと現代』、五十嵐武士訳、みすず書房、1979年
- Toys and reasons: stages in the ritualization in experience, Norton, 1977.

『玩具と理性――経験の儀式化の諸段階』、近藤邦夫訳、みすず書房、1981年
- The life cycle completed, Norton, 1982.

『ライフサイクル、その完結』、村瀬孝雄・近藤邦夫訳、みすず書房、1989年、増補版2001年

### 共著
- In search of common ground ; conversations wiht Erik H. Erikson and Huey P. Newton, with Huey P. Newton, Norton, 1973.

『エリクソンVS.ニュートン―アイデンティティーと革命をめぐる討論』、ヒューイ・Ｐ・ニュートン共著、近藤邦夫訳、みすず書房、1975年
- Vital involvement in old age, with Joan M. Erikson, Helen Q. Kivnick, Norton, 1986.

『老年期――生き生きしたかかわりあい』、朝長正徳・朝長梨枝子訳、みすず書房、1990年

### 編著
- Youth: change and challenge, Basic Books, 1963.

『青年の挑戦』、栗原彬監訳、北望社、1971年
『自我の冒険――脱工業社会の青年たち』、栗原彬監訳、金沢文庫、1973年